# Simona Rinieri
Simona Rinieri, född 1 september 1977, är en italiensk volleybollspelare (center).
Rinieris volleybollkarriär började 1991 då hon började spela med Olimpia Ravenna. Under den första tiden i de serie C och B1. Från säsongen 1995-1996 fick hon spela med A-laget, som då spelade i serie A1. Med klubben åkte hon först ur serien, för att sedan återvända. Hon debuterade i landslaget 1997.
Hon gick över och började spela med Club Italia 1998, då i serie B1. Vid EM 1999 tog hon brons med landslaget. Hon spelade sedan säsongen 1999-2000 i serie A1 med Volley Bergamo, med vilka hon vann supercupen och europacupen. Hon deltog vid OS 2000, där damlandslaget debuterade i OS-sammanhang. Vid EM 2001 blev det silver med landslaget.
Hon återvände till Ravenna för säsongen 2001-2002. Med landslaget vann hon VM 2002. Säsongen 2002-2003 spelade hon med Volley 2002 Forlì för att den följande säsongen gå över till RC Cannes i Ligue A, Frankrike. Med dem vann hon både franska mästerskapet och franska cupen. Hon återvände till Italien säsongen 2004-2005 för spel med Robursport Volley Pesaro. Med dem vann hon 2005-2006 CEV Cup 2005-2006 (numera kallas turneringen CEV Challenge Cup). I samma turnering blev hon vald till turneringens mest värdefulla spelare och bästa mottagare. I landslaget tog hon över rollen som lagkapten efter Manuela Leggeri. Med landslaget tog hon brons vid FIVB World Grand Prix 2006 och kom fyra vid VM 2006.
Från och med säsongen 2006-07 spelade hon under fyra säsonger med Giannino Pieralisi Volley. Det bästa resultatet från dessa åren var då klubben vann CEV Challenge Cup 2008-2009. Vid turneringen valdes hon också till dess mest värdefulla spelare. Hon vann volleybollturneringen i Medelhavsspelen 2009 med landslaget.
Efter att Giannino Pieralisi Volley sålt sin elitlicens fick hon över till det polska laget Atom Trefl Sopot 2010. Hennes tid i klubben blev dock kort då hon i februari 2011 återvände till Italien, denna gång för spel med Pallavolo Sirio Perugia. Hon spelade med dem till slutet av säsongen för att börja nästa säsong (2011-2012) med Universal Volley Modena. De gick dock i konkurs under säsongen, varpå hon gick över till Beng Rovigo Volley, i Serie B1. Hennes följande säsong spelade hon med Leningradka Sankt Petersburg, vilket blev hennes sista säsong.
För sin sportsliga prestationer mottog hon Italienska republikens förtjänstorden 8 november 2002 och guldkrage för sportiga meriter 11 november 2004.